# Ilex guayusa
Ilex guayusa, die Guayusa-Pflanze (gesprochen [ˈgwaɪjuːsə]), ist eine Pflanzenart aus der Gattung der Stechpalmen (Ilex). Guayusa ist ein in Südamerika, hauptsächlich im nordwestlichen Amazonas-Regenwald beheimateter Baum. Guayusa ist eine von mehreren koffeinhaltigen Stechpalmen-Arten, deren Blätter traditionell von Quechua-Ureinwohnern in den Anden sowohl frisch als auch getrocknet zur Zubereitung eines teeartigen Aufgussgetränks verwendet werden.

## Beschreibung und Ökologie

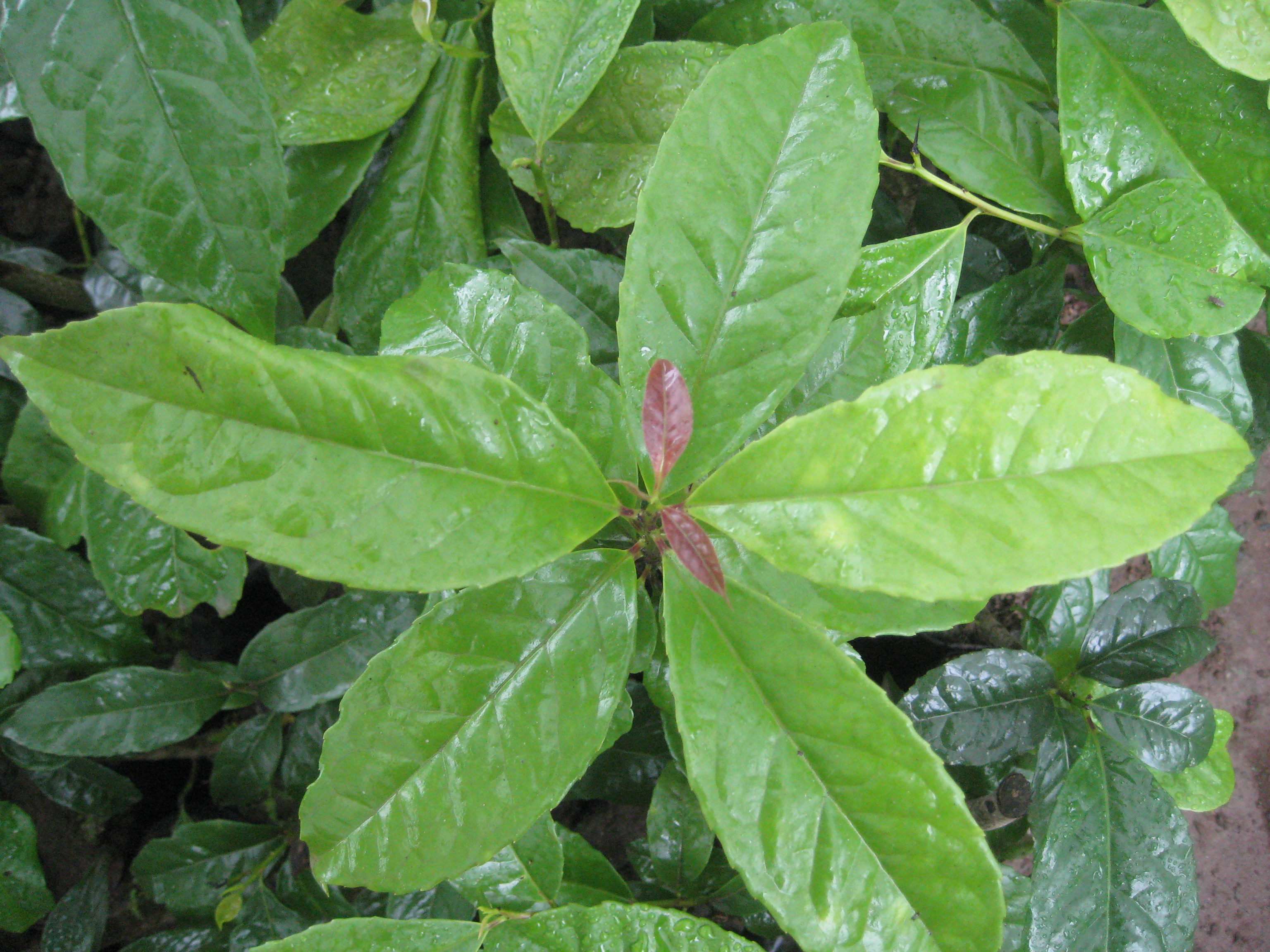
Laubblätter

Ilex guayusa ist ein immergrüner, reich verzweigter Baum der 5 bis 30 Meter hoch wachsen und einen Stammdurchmesser von 50 bis 100 cm erreichen kann. In Kultur wird er aber deutlich kleiner (gehalten).
Die kurz gestielten und glänzenden und wechselständigen Blätter sind bis 22 cm lang und bis 8 cm breit. Sie sind glatt bis spärlich behaart und eiförmig, elliptisch bis länglich oder lanzettlich. Die Spitze ist abgerundet oder rundspitzig bis zugespitzt. Die Blattränder sind mehr oder weniger gesägt oder gezähnt. Es sind Nebenblätter vorhanden.
Ilex guayusa ist zweihäusig diözisch. Die vierzähligen, kurz gestielten Blüten mit doppelter Blütenhülle sind klein und weiß. Sie sitzen an achsenständigen, kurz gestielten, eingeschlechtigen Thyrsen. Es sind an den Blüten und Blütenständen jeweils Deckblätter vorhanden. Der Kelch ist klein. Bei den männlichen Blüten sind ein verkümmerter, kissenförmiger Fruchtknoten und vier bis fünf alternipetale Staubblätter vorhanden. Die weiblichen Blüten besitzen Staminodien und einen oberständigen, vier- bis sechskammerigen Fruchtknoten mit sitzender Narbe.
Die kleinen Steinfrüchte sind kugelförmig und grün (rot) und haben einen Durchmesser von etwa 8 bis 10 mm.
Die ersten männlichen Blüten wurden 1975 in einer Expedition von Alberto Ortega gefunden und in einem Herbarium der Universität Central in Quito archiviert. Zuvor war nicht bekannt wie Ilex guayusa sich fortpflanzt, denn kultivierte Pflanzen produzieren keine Blüten. 1979 fand eine weitere Expedition durch die Harvard-Universität statt, bei der ebenfalls frische männliche Blüten und nur eine weibliche gefunden wurden, jedoch keine Samen. Es wird angenommen, dass Guayusa seine Fähigkeit zur sexuellen Fortpflanzung weitestgehend verloren hat. Diese Annahme kommt auch daher, dass Guayusa seit Generationen durch die Eingeborenen stets als Steckling vermehrt wird.

## Verbreitung und Anbaugebiete
Ilex guayusa wächst natürlich in den oberen Amazonasgebieten im brasilianischen Bundesstaat Acre, im südwestlichen Kolumbien, Ecuador und nordöstlichen Peru in Höhenlagen von 200 bis 2000 Meter. Sie kommt in immergrünen oder laubwechselnden, prämontanen Wäldern vor, insbesondere in jenen, die von Dictyocaryum-Palmen dominiert werden. Guayusa wurde von Botanikern nur selten in freier Natur gesammelt und ist fast ausschließlich als Kulturpflanze bekannt, insbesondere aus den ecuadorianischen Provinzen Napo und Pastaza. Kommerzieller Anbau findet in der peruanischen Provinz Loreto statt.

## Taxonomie
Ilex guayusa wurde durch Ludwig Eduard Theodor Loesener in Nova Acta Acad. Caes. Leop.-Carol. German. Nat. Cur. 78:310, 1901 erstbeschrieben.

## Nutzung
Die Blätter von Ilex guayusa werden als Lebensmittel genutzt, in Form eines teeartigen Aufgussgetränks. In Südamerika gibt es eine Verzehrtradition bei Kichwa-Ureinwohnern in den Anden. In der EU gilt Ilex guayusa als neuartiges Lebensmittel und ist seit 2018 zugelassen.
Viele Kichwa-Indianer trinken Guayusa fast täglich. Hierfür werden morgens in der Regel frische Guayusa-Blätter auf offenem Feuer in einem Kessel gekocht. Getrunken wird aus einer flachen Kalebasse. In der Runde sprechen alle Mitglieder einer Familie oder eines Stammes über ihre Träume und die anstehenden Aufgaben des Tages. Guayusa wird traditionell für verschiedene Zwecke genutzt, so z. B. gegen Kopfschmerzen.
In Europa und auch in den USA findet Guayusa hauptsächlich Anwendung als wachmachendes Aufgussgetränk. Dabei werden die getrockneten Blätter entweder am Stück oder zerkleinert als loser Tee, Beuteltee oder im Kaffeepad oder verarbeitet als Erfrischungsgetränk verkauft. Weltweit gibt es verschiedene Start-up-Unternehmen, die Guayusa-Erfrischungsgetränke auf den Markt gebracht haben.

## Inhaltsstoffe
Die getrockneten Blätter von Ilex guayusa enthalten bis zu 7,6 % Koffein, durchschnittlich etwa 1,7–2 %. Diese sehr hohe Konzentration ist die höchste in Pflanzen bekannte. Koffein wirkt anregend und stimuliert das zentrale Nervensystem. Sie enthalten außer Koffein L-Theanin,  Theobromin, Phenole und Flavonoide, sowie viele Aminosäuren in geringeren Mengen u. a. Auch hohe ORAC-Werte wurden ermittelt, sowie antibakterielle und -parasitäre Wirkungen wurden festgestellt.

## Geschichte und Kultivierung

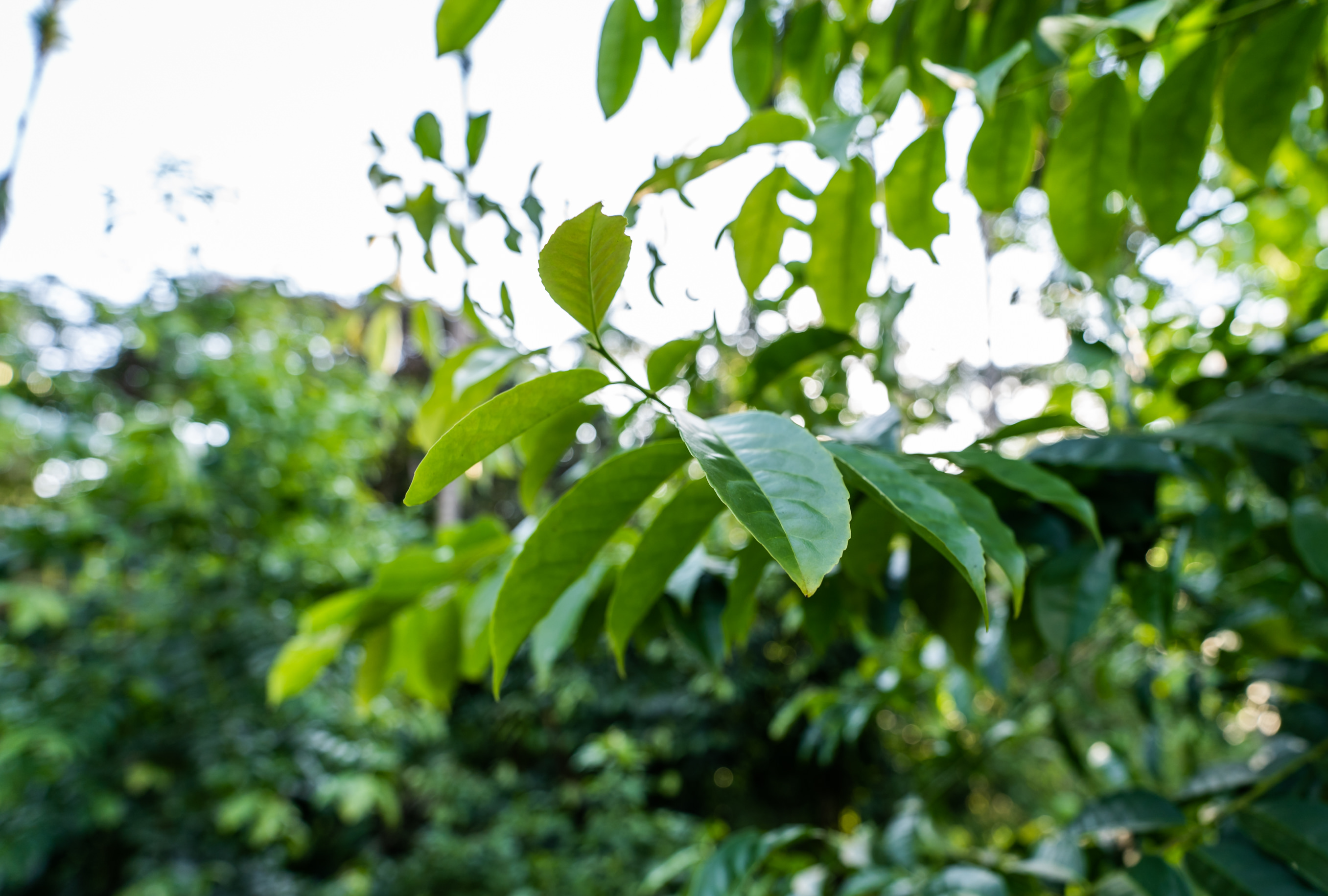
Blätter der Guayusa-Pflanze

Die ältesten Guayusa-Blätter wurden im Grab eines Medizinmannes in Bolivien gefunden. Ihr Alter wird auf 500 n. Chr. datiert. Dieser Fund gilt als interessant, da der Ursprung von Ilex guayusa in Ecuador liegen soll. Die Verbreitung von Guayusa fand also bereits 500 n. Chr. in Südamerika statt. Die Ausstattung im Grab des Medizinmannes lässt zudem darauf schließen, dass Guayusa zu dieser Zeit nicht nur getrunken, sondern auch geschnupft wurde. Es gibt Berichte, dass die Pflanze schon um 700 n. Chr. als Anästhetikum verwendet wurde.
1683 berichtete der Jesuit Juan Lorenzo Lucero an den Vizekönig von Peru Melchor de Navarra y Rocafull, dass die Shuar Ilex guayusa zusammen mit anderen Kräutern und Tabak zu einem Getränk brauten und zu rituellen Zwecken nutzten.

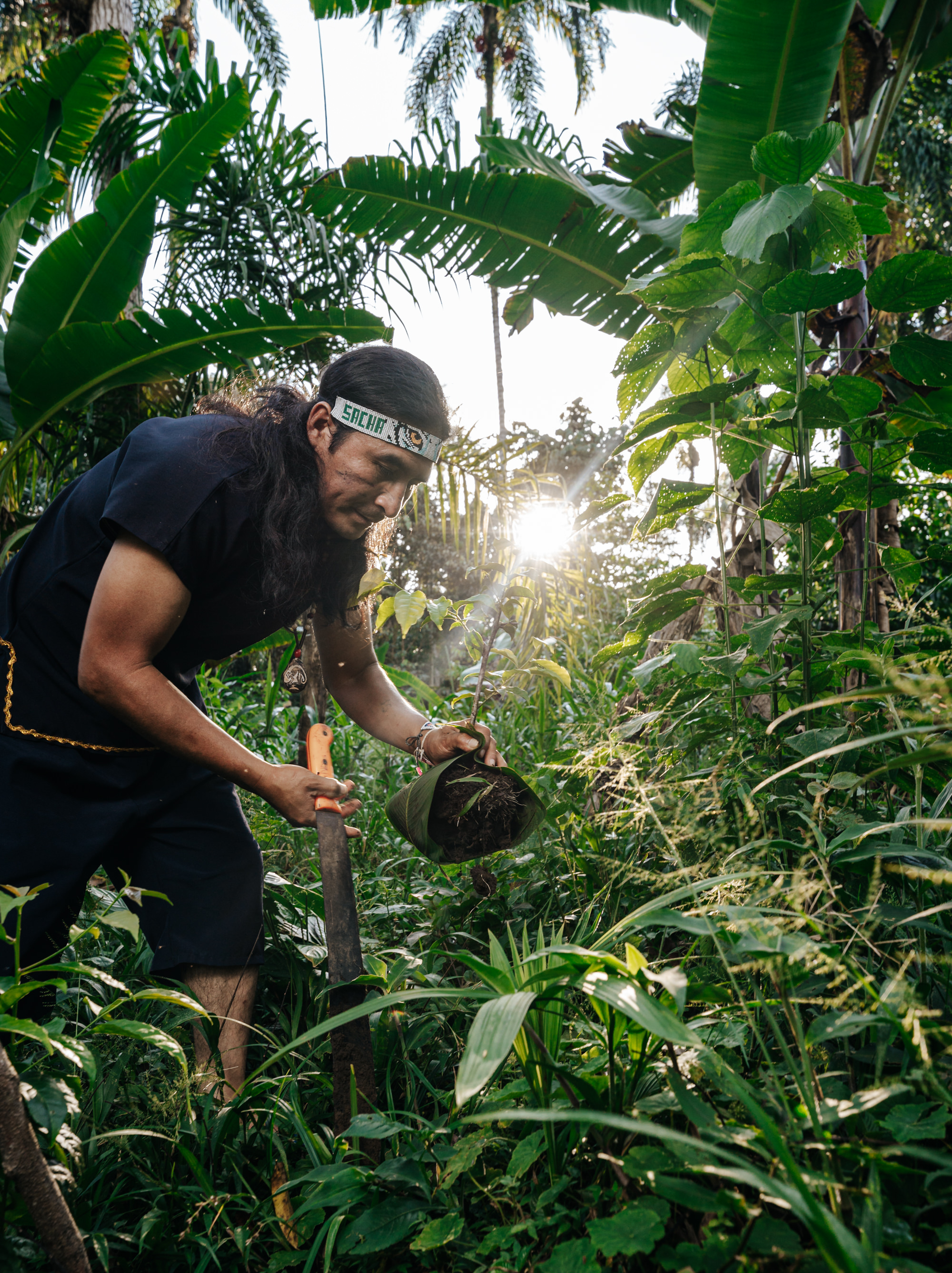
Pflanzung eines Guayusa-Baumes

Von den indigenen Völkern ist außerdem bekannt, dass Guayusa in hohen Dosen auch vor Zeremonien als Reinigung und Stärkung getrunken wird. Bei Malaria, Syphilis, Bauch- und Leberschmerzen findet Guayusa unter den Ureinwohnern ebenso Anwendung wie bei Menstruationsbeschwerden und gegen den Hunger.

## Anbau

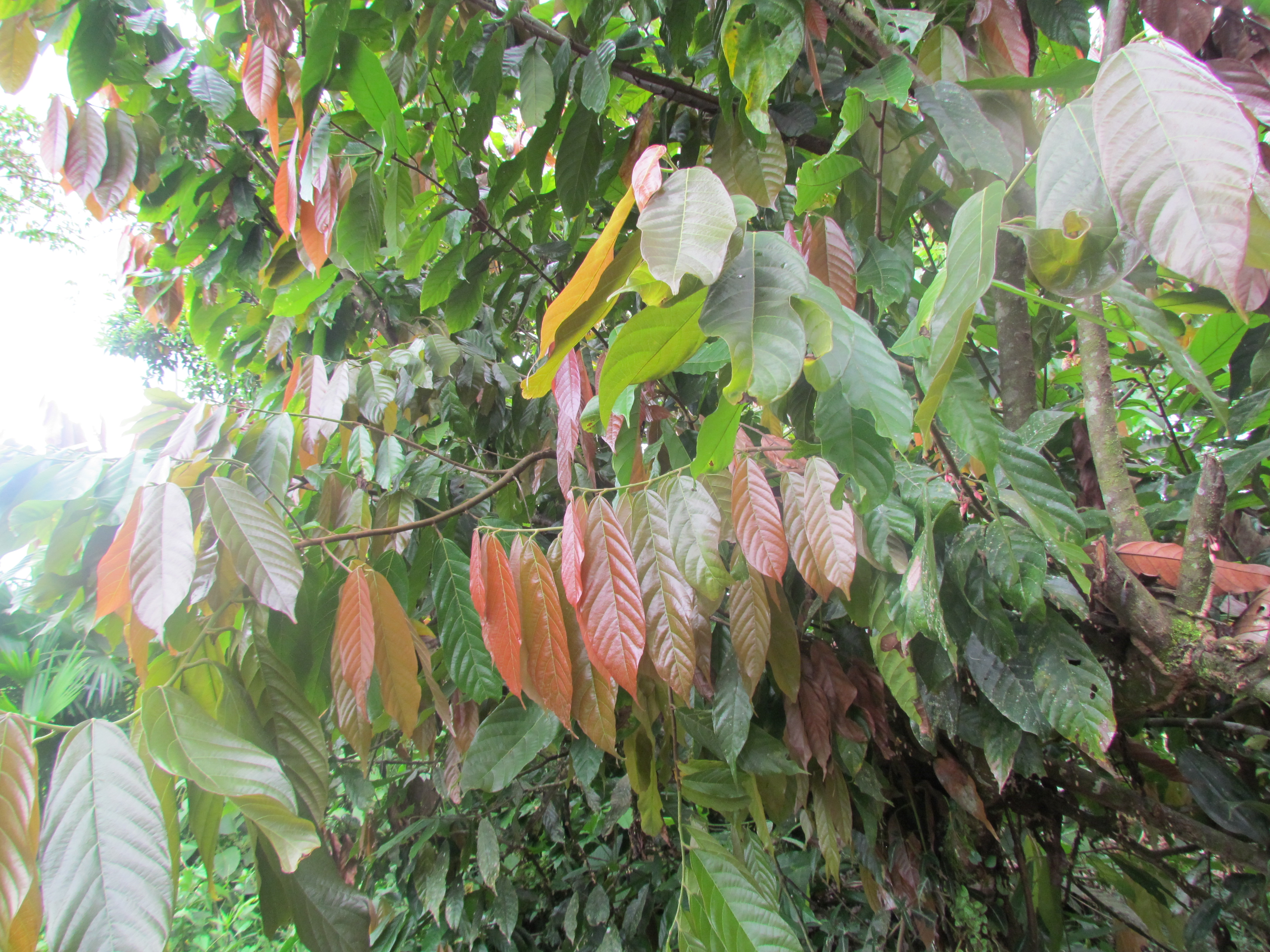
Ilex-guayusa-Anbau

Guayusa wird traditionell in sogenannten „Chacra“ im Amazonas-Regenwald angebaut. Chacra sind Waldgärten, die durch ihre botanische Artenvielfalt einer Permakultur ähneln. Es werden neben Guayusa z. B. Kakao, Mais, Maniok, Bananen und verschiedene Heilkräuter kultiviert. Die Pflanzen werden auf einem Gebiet so miteinander kombiniert, dass der Einsatz von Fungiziden, Insektiziden und Herbizide nicht gebraucht wird.
In den ersten 1 bis 3 Jahren nach der Pflanzung bedarf Guayusa der Beschattung. Guayusa kann daher nicht in Monokulturen kultiviert werden, da die Sonneneinstrahlung dabei keine optimale Entwicklung zulassen würde.
Vermehrt wird Ilex guayusa ausschließlich über Klone. Hierfür werden junge Triebe von älteren Pflanzen genommen und als Steckling gepflanzt. Der gepflanzte Trieb bildet nach wenigen Wochen bereits neue Wurzeln und fängt nach einer anfänglichen Stagnationsphase an, wieder neue Blätter zu bilden.

## Wirtschaftliche Bedeutung
Für die Region Napo im Amazonas-Regenwald von Ecuador ist der Verkauf von Guayusa, neben Kakao, zum größten Exportgut herangewachsen. Die Städte Tena und Archidona sind bislang die größten Profiteure. Der Export findet größtenteils in die USA und Europa statt, wobei Deutschland mit Abstand der größte Abnehmer in Europa ist. Mithilfe der GIZ konnten auch indigene Bauerngemeinden eigene Produktionsstätten aufbauen und mit Firmen mithalten.

## Nutzung als Lebensmittel
Guayusa wurde erstmals 2009 in den USA durch die Firma RUNA als Aufguss (Tee) online und später im Einzelhandel und Biohandel vertrieben. Der Tee zum Aufbrühen wurde schnell durch fertige Energy-Drinks ergänzt.
2017 durfte Guayusa erstmals in Deutschland verkauft werden. Die Firma GUYA brachte die Blätter als Aufguss (Tee) über den Online-Handel an den Markt. Mittlerweile gibt es auch in Deutschland und Europa zahlreiche Anbieter, die unter anderem auch Fertig-Getränke anbieten.
Neben Tees und Energy-Drinks wird Guayusa auch in Supplements für Sportlernahrung genutzt.